# Antoni Łoyko
Antoni Jan Franciszek Łoyko Radziejewski herbu Wąż (zm. 17 lipca 1738) – marszałek Trybunału Głównego Wielkiego Księstwa Litewskiego w 1736 roku, pisarz grodzki wileński w latach 1736-1738, mostowniczy wileński w latach 1734–1738, derewniczy wileński w latach 1734-1738,  budowniczy wileński w latach 1734-1738, wojski oszmiański w latach 1734-1738, krajczy oszmiański w latach 1722–1734, starosta boczesznicki.
Poseł powiatu wileńskiego na sejm nadzwyczajny pacyfikacyjny 1736 roku.